# Forcipomyia anitae
Forcipomyia anitae är en tvåvingeart som beskrevs av Heron Huerta och Ibanez-bernal 1996. Forcipomyia anitae ingår i släktet Forcipomyia och familjen svidknott. Inga underarter finns listade i Catalogue of Life.